# Virtudes Cuevas Escrivá
Virtudes Cuevas Escrivà (Sueca, Comunidad Valenciana, 3 de febrero de 1913 - París, Francia, 5 de julio de 2010) fue una valenciana que sobrevivió al campo de exterminio nazi de Ravensbrück. Militó en las Juventudes Socialistas Unificadas y durante la Guerra Civil Española se alistó en el Quinto Regimiento. A medida que avanzaban las tropas franquistas se desplazó a Cataluña y llegó a Francia, donde se alistó en la resistencia. Fue conocida entre la resistencia francesa como «Madame Carmen» o «Madame Vidal». Actuó como enlace y proveyó de alimentos a militantes anarquistas, comunistas y socialistas con la puesta en circulación de propaganda, información y armas. Sobrevivió a Ravensbrück junto a Geneviève de Gaulle, sobrina del general Charles de Gaulle, con quien mantendría una amistad hasta el final de su vida. Fue condecorada por el presidente Charles de Gaulle con los grados de Caballero, Oficial y Comandante en la Legión de Honor.
Estaba casada con Alberto Codina Labrador (Bagur, 1912 - Vitry-sur-Seine, 1991), quien también fue víctima de la represión nazi y fue internado en el campo de concentración de Mauthausen.
El año 2003 legó dos propiedades, una casa y un solar de la calle Magraners, números 18 y 20, al Ayuntamiento de Sueca para su utilización como sede del museo donde se difundiría las barbaries cometidas por el nazismo y el fascismo; cosa que no se ha conseguido llevar a cabo.